# Białków (powiat żarski)
Białków (niem. Belkau) – wieś w Polsce, położona w województwie lubuskim, w powiecie żarskim, w gminie Lubsko.
W latach 1975–1998 miejscowość należała administracyjnie do województwa zielonogórskiego.

## Nazwa
15 marca 1947 r. ustalono urzędową polską nazwę miejscowości – Białków, określając drugi przypadek jako Białkowa, a przymiotnik – białkowski.

## Części wsi
| SIMC    | Nazwa    | Rodzaj     |
| ------- | -------- | ---------- |
| 0911078 | Nowiniec | przysiółek |